# İlhan Şen
İlhan Şen (* 19. Dezember 1987 in Schumen in Bulgarien) ist ein türkischer Schauspieler und Model.

## Leben und Karriere
Şen wurde am 19. Dezember 1987 in Schumen geboren. Als er zwei Jahre alt war, zog seine Familie in die Türkei. Später studierte er an der Technische Universität Yıldız. Im Alter von siebzehn Jahren begann Şen mit dem Modeln. Er nahm 2008 am Wettbewerb Best Model of Turkey teil. 2009 nahm er wieder am Wettbewerb teil und belegte er den ersten Platz. Sein Debüt gab er 2018 in der Fernsehserie Mehmed: Bir Cihan Fatihi. Außerdem bekam er Nebenrollen in Şahin Tepesi, Eşkıya Dünyaya Hükümdar Olmaz, Ramo und Seni Çok Bekledim. Seine erste Hauptrolle bekam er in der Serie Aşk Mantık İntikam. Unter anderem spielte er in der Serie Sevmek Zamanı die Hauptrolle.

## Filmografie
Filme
- 2011: Perspective
- 2020: Biz Böyleyiz
- 2023: Aşk Filmi

Serien
- 2018: Mehmed: Bir Cihan Fatihi
- 2018: Şahin Tepesi
- 2019: Eşkıya Dünyaya Hükümdar Olmaz
- 2020: Ramo
- 2021: Seni Çok Bekledim
- 2021–2022: Aşk Mantık İntikam
- 2022: Sevmek Zamanı
- 2023–2024: Safir